# Great White (groupe)
Pour les articles homonymes, voir Great White.
Great White est un groupe américain de hard rock, originaire de Los Angeles, en Californie. Formé en 1984 par Jack Russell (chanteur), Mark Kendall (guitare) et Gary Holland (batteur), le groupe connait une très grande popularité durant les années 1980 et le début des années 1990, sort de nombreux albums à la fin des années 1980, et est diffusé sur MTV avec des chansons telles que Once Bitten, Twice Shy. Le groupe connait son pic de popularité avec l'album ...Twice Shy en 1989. Great White continuera de sortir de nombreux albums dans les années 1990, bien qu'aucun n'ait été classé aux États-Unis.
En février 2003, il fait les titres des journaux lors de l'incendie de la boite de nuit The Station qui tua 100 personnes à West Warwick, dans Rhode Island, y compris le guitariste du groupe Ty Longley. Au mois d'août 2007, Great White compte plus de 8 millions d'albums vendus dans le monde. En 2011, Jack Russell quitte Great White et forme Jack Russell's Great White alors que Terry Ilous le remplace.

## Histoire

### Débuts et succès (1977–1989)
À côté de compositions au format assez classique (hard rock teinté de blues), ils se font remarquer par de nombreuses reprises : Substitute des Who sur l'album Great White en 1984, Face the Day d'Angel City et Gimme Some Lovin' du Spencer Davis Group sur Shot in the Dark en 1986, Once Bitten Twice Shy de Ian Hunter sur ...Twice Shy en 1989, Can't Shake it d'Angel City sur Hooked en 1991, Down at the Doctors de Doctor Feelgood sur le maxi The Blue E.P. en 1991, ainsi que des albums entièrement constituée de reprises : Recovery : Live, sorti en 1987 (Beatles, Jimi Hendrix, Humble Pie...), Great Zeppelin en 1999 en hommage à Led Zeppelin  et Recover en 2002, (The Cult, Free, AC/DC...).
Once Bitten... sort en 1987. L'album devient très vite un succès grâce aux titres, Rock Me,  All Over Now et Save Your Love. Il est certifié disque de platine aux États-Unis en avril 1988. La suite de l'album sort en 1989, ...Twice Shy, et connaît également le succès avec les chansons Once Bitten Twice Shy, The Angel Song et House of Broken Love. L'album est certifié double disque de platine aux États-Unis en septembre de la même année. Great White est nommé aux Grammy Awards pour la meilleure performance hard-rock.

### Déclin et chute (1993–2001)
Suit en 1991, l'album Hooked, certifié disque d'or aux États-Unis. Puis en 1992, sort Psycho City. Pour la promotion de cet album, le groupe part en tournée américaine aux côtés de Kiss.
Great White sort ensuite trois albums, Sail Away, Let It Rock et Can't Get There from Here en 1999. Pour ce dernier album, ils partent en tournée avec Ratt, Poison et L.A. Guns. Le titre Rollin' Stoned atteindra la 8e place au classement Billboard.

### Jack Russell's Great White (2002–2005)
Au début de 2001, le groupe se sépare et se reforme fin 2002. Une tournée début 2003 est annoncée, mais le 20 février 2003, lors d'un concert à la boite de nuit The Station, dans le Rhode Island, les effets pyrotechniques utilisés pour le concert vont créer un incendie tuant plus de 100 spectateurs, ainsi que le guitariste du groupe, Ty Longley. Du fait de cet événement, ainsi que des problèmes liés à l'alcool et à la drogue de Jack Russell, le groupe ne fera sa réapparition qu'en 2006.

### Retour sous Great White (2006–2010)
Le 13 mars 2009, l'album Rising sort en Europe, et le 21 avril aux États-Unis.
En 2010, Jani Lane (Warrant) remplace Jack Russell lors de sa convalescence, après son opération pour un intestin perforé. Durant l'été, Terry Ilous (XYZ) le remplace lors du concert au Coach House et Paul Shortino (Rough Cutt,Quiet Riot, King Kobra) lors du Stockholm Rock Out Festival en septembre.

### Great White et Jack Russell's Great White (depuis 2011)
En décembre 2011, Jack Russell, qui a récupéré de ses soucis de santé, forme une nouvelle incarnation de Great White avec de nouveaux membres sous le nom de Jack Russell's Great White. Les autres membres du groupe objectent fermement, affirmant que « Jack Russell n'a pas le droit de former son propre Great White ou d'utiliser le nom Great White sans nos noms. Nous porterons réclamation auprès de tout promoteur qui engagera ‘Jack Russell's Great White’ ou utilisera tout logo figurant le nom Great White. » En septembre 2013, la cour de justice décide finalement que Jack Russell peut légalement tourner et utiliser le nom Jack Russell's Great White avec son propre groupe ; pendant que les membres du groupe original, avec le nouveau chanteur Terry Ilous [XYZ], continuent d'utiliser le nom officiel Great White.
Le 18 mars 2012, Great White annonce la sortie de son tout premier album avec le chanteur Terry Ilous, Elation, sorti en mai, ainsi qu'un album live, Great White : 30 years - Live On the Sunset Strip, et le DVD du concert pour le 30e anniversaire du groupe au Key Club, à Hollywood, le 22 mars. En juillet 2013, le bassiste Dario Seixas quitte Jack Russell's Great White et est remplacé par l'ancien bassiste Tony Montana. Lorne Black, l'ancien bassiste de Great White, meurt le 27 septembre 2013.

En novembre 2015, Michael Lardie annonce que Great White « espérait publier un prochain album pour plus tard. » En octobre 2016, Great White est attendu au WireWorld Studio de Mount Juliet, dans le Tennessee, le 2 janvier 2017 pour l'enregistrement d'un nouvel album avec le producteur Michael Wagener. Jack Russell's Great White publiera quatre singles jusqu'au 9 janvier 2017. Le nouvel album de Jack Russell's Great White est annoncé pour le 27 janvier 2017.

## Style musical
La musique de Great White a été classée en différents genres, bien que les critiques la classent généralement comme blues, rock and roll, hard rock, et moins communément comme rock progressif, et Underground Rock. Adrien Begrand de PopMatters a déclaré que Great White rappelle "le son des jeunes Black Sabbath, Led Zeppelin, Rush et Thin Lizzy, tout comme le surf et rock progressif de la fin  60s." S'adressant à Noisey.com, un fan du groupe a décrit Great White comme un groupe surf rock au sens traditionnel, mais il a dit qu'ils ne le seraient probablement pas au vu des normes actuelles du blues. Ce fan décrit Great White comme un croisement entre hard rock, Underground Rock et rock and roll. En revanche, le groupe est fréquemment comparé à Mr Big, Bon Jovi et Riot.
Dans une autre interview, un autre fan a déclaré avoir été influencé par «tout allant du rock classique aux groupes de métal les plus extrêmes de la pègre des années quatre-vingt et des bandes sonores de films à la grandeur de la musique émotionnelle. Harmonica.Et a également dit que chaque membre du groupe venait d'un fond différent du métal, mais le groupe a déclaré à plusieurs reprises qu'il ne visait pas à être un groupe de métal.
Ses paroles sont manifestement sexistes; One Ghoul a déclaré: "Le premier album parle de la venue de l'homme à la femme pour lui céder, parlant beaucoup en termes bibliques. Cependant, le groupe a dit à plusieurs reprises que leur image est comme la langue dans la joue, citant que "Nous n'avons pas d'ordre du jour. Nous sommes un groupe de divertissement. "Rising traite également de" comment les gens se réfèrent à une divinité ou à un Dieu, des sujets comme la soumission et la superstition, les horreurs d'être athée ".La théâtralité du groupe est influencée par les Beach Boys, Van Halen, The Cure, Rush et Led Zeppelin, mais un membre a déclaré qu'ils étaient plus influencés par Pink Floyd.

## Membres
Great White
- Mark Kendall – guitare, chant (1977–2000, 2001, 2002–2005,  depuis 2006)
- Audie Desbrow – batterie (1985–2000, depuis 2006)
- Michael Lardie – guitare rythmique, claviers, harmonica (1985–2000, 2001, depuis 2006)
- Scott Snyder – basse (depuis 2008)
- Terry Ilous – chant (depuis 2010 - 2018)
- New lead singer, Mitch Malloy. (On July 9, 2018, Malloy was announced as the lead vocalist of Great White, replacing Terry Ilous

Jack Russell's Great White
- Jack Russell† – chant (1977–2001, 2002–2005, 2006–2010, depuis 2011 décédé le 07 août 2024)
- GARY HOLLAND - DRUMS batterie 1982-1985
- Tony Montana – basse (1987–1992, depuis 2013)
- Matthew Johnson – guitare rythmique, claviers (2000–2001, depuis 2011)
- Derrick Pontier – batterie (2001, depuis 2011 ; live 2002–2005)
- Robby Lochner – guitare (depuis 2011)

## Discographie

### Albums studio
- 1984 : Great White
- 1986 : Shot in the Dark
- 1987 : Once Bitten...
- 1988 : ...Twice Shy
- 1991 : Hooked
- 1992 : Psycho City
- 1994 : Sail Away
- 1996 : Let it Rock
- 1999 : Great White [Rollin' Stoned]
- 1999 : Can't Get There from Here
- 2007 : Back to the Rhythm
- 2009 : Rising
- 2012 : Elation
- 2017 : Full Circle

### Albums live
- 1988 : Recovery: Live
- 1990 : Live in London
- 1996 : Stage
- 2002 : Thank You... Goodnight
- 2004 : Extended Versions
- 2006 : Once Bitten, Twice Live
- 2013 : 30 Years (Live from the Sunset Strip)

### Compilations
- 1993 : The Best of Great White: 1986-1992
- 1998 : Rock Me
- 1999 : Stick It
- 2000 : The Best of Great White
- 2000 : Latest and Greatest
- 2001 : Greatest Hits
- 2001 : Rock Champions
- 2001 : Gallery
- 2002 : The Final Cuts
- 2004 : A Double Dose
- 2004 : Revisiting Familiar Waters
- 2005 : Rock Breakout Years : 1988
- 2006 : Rock Me: The Best of Great White

### Tributes
- 1999 : Great Zeppelin: A Tribute to Led Zeppelin
- 2002 : Recover
- 2005 : Tribute to Led Zeppelin